# Živinbudas
Živinbudas (fl. XIII secolo) era uno dei cinque duchi lituani anziani citati in un trattato del 1219 stipulato con la Galizia-Volinia È presumibilmente vissuto fino a poco prima che si costituisse il Ducato di Lituania, intorno al 1230.

## Biografia

### Il ruolo di Živinbudas nella formazione dello Stato lituano
Il trattato in cui Živinbudas viene nominato elenca un totale di 21 duchi, cinque dei quali sono anziani o di rango superiore. Poiché egli è indicato per primo nell'elenco, si presume che fosse il più importante se non la guida suprema della Lituania. La questione assume rilevanza se si pensa agli studiosi che hanno cercato di individuare una data esatta o quantomeno plausibile in cui i Balti si associarono e diedero vita ad un proto-stato. Nel documento si afferma che Živinbudas assunse un ruolo centrale in Lituania a seguito della morte di Stekšys.
Le famiglie citate nel trattato sono quelle di Živinbudas, dei fratelli Daujotas e Viligaila e i figli di Ringaudas (ovvero Dausprungas e Mindaugas). Non vi è traccia del duca in altre fonti e la menzione nel trattato è l'unica informazione disponibile su di lui. Alcuni storici sostengono fosse antenato di Traidenis, Granduca di Lituania dal 1270 al 1282. Questa supposizione nasce probabilmente dall'influenza delle leggende sui Polemonidi, rese popolari da finte genealogie del XVI secolo che collegavano un mitico Palemon, un principe di Venezia stabilitosi in Lituania nel X secolo, ai Gediminidi, una dinastia davvero esistita che si trovava già nel baltico.
Le cronache russe di Gustinskaya citano Živibundas prima dell'anno 1218.